# Валдувко (Куявсько-Поморське воєводство)
Валдувко (пол. Wałdówko, нім. Neu Waldau) — село в Польщі, у гміні Семпульно-Краєнське Семполенського повіту Куявсько-Поморського воєводства.
Населення — 177 осіб (2011).

## Демографія
Демографічна структура станом на 31 березня 2011 року:
|          | Загалом | Допрацездатний вік | Працездатний вік | Постпрацездатний вік |
| -------- | ------- | ------------------ | ---------------- | -------------------- |
| Чоловіки | 94      | 21                 | 66               | 7                    |
| Жінки    | 83      | 18                 | 46               | 19                   |
| Разом    | 177     | 39                 | 112              | 26                   |